# La Der des Ders

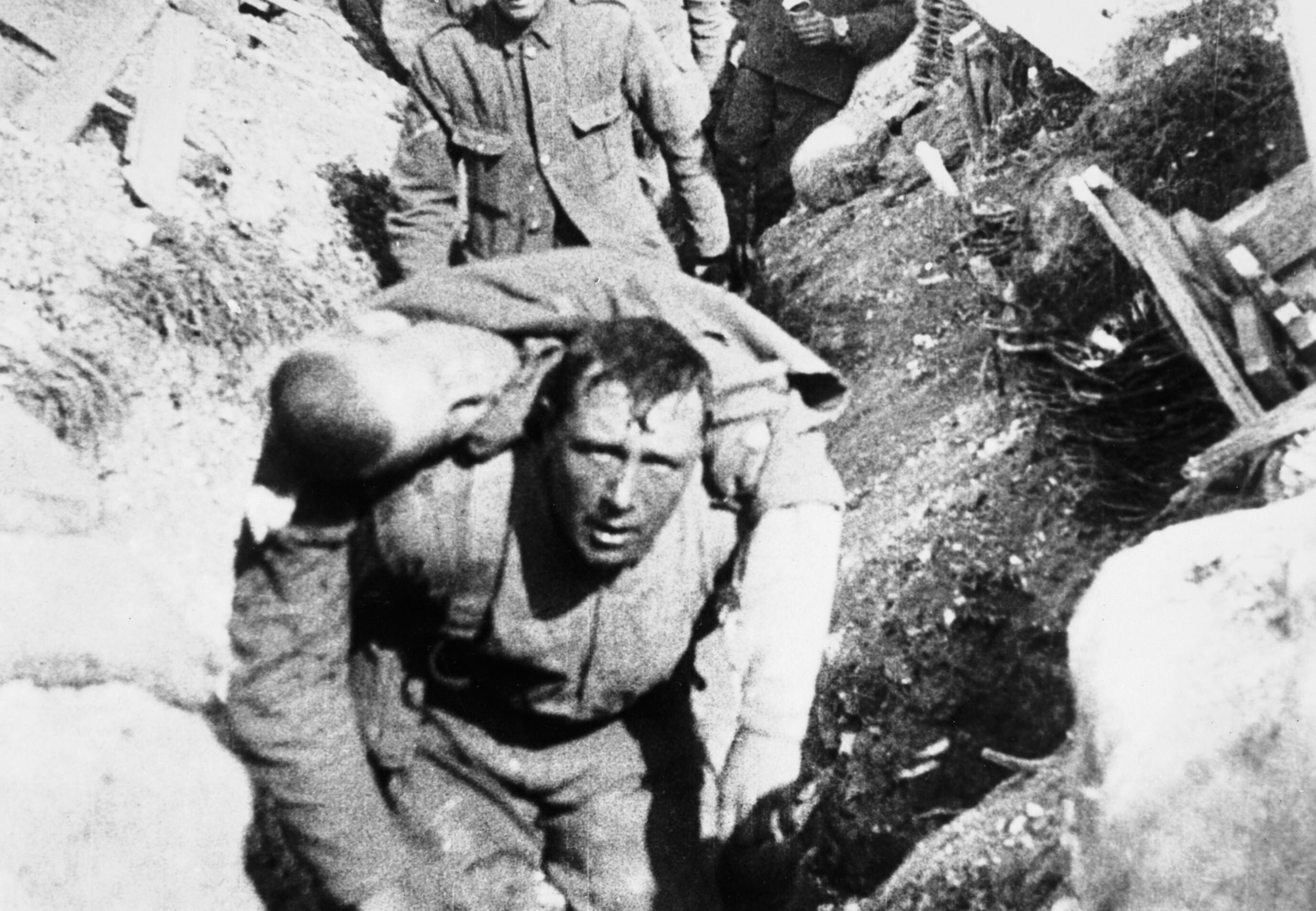
Scène de tranchée, lors de la bataille de la Somme, en 1916.

« La Der des Ders » est une expression qui s'est forgée à la suite de la Première Guerre mondiale, qui signifie la « dernière des dernières (guerres) ».

## Emplois
L'expression est aujourd'hui communément employée pour désigner « la (toute) dernière fois »,.
Les approches historiques reprennent l'expression, comme le livre Poilus, les ders des ders, de Jean-Pascal Soudagne (2006) ou l'exposition 1914-1918 : La Der des Ders ? Gentilly et la Grande Guerre.
En littérature, l'expression a inspiré des auteurs. On trouve le roman de série noire Le Der des ders de Didier Daeninckx (1984), adapté en bande dessinée, sous le même titre, avec Jacques Tardi (1997),. C'est aussi le titre d'une nouvelle uchronique de Jean-Jacques Régnier (2003).